# Bembrops macromma
Bembrops macromma és una espècie de peix de la família dels percòfids i de l'ordre dels perciformes.

## Etimologia
Bembrops prové dels mots grecs bembras, -ados (una mena d'anxova) i ops (aparença), mentre que macromma deriva de les paraules gregues makros (gran) i omos (espatlla).

## Descripció
Fa 23,2 cm de llargària màxima. 6 espines i 14-15 radis tous a l'aleta dorsal i 17-18 radis tous a l'anal. Aleta caudal truncada i amb una pigmentació de color gris fosc al llarg de tota la vora posterior. Aletes pectorals punxegudes. La segona espina de la primera aleta dorsal és perllongada. 7 radis branquiòstegs. La línia lateral, amb 54- 64 escates, davalla gradualment a la zona ventral, assoleix el seu punt més baix a l'altura de la base de les aletes pectorals i es troba separada de l'origen de la primera aleta dorsal per 3-5 fileres d'escates, de l'origen de l'aleta anal per 5-7 i de la inserció de l'aleta anal per dos o tres. Absència d'escates en una petita àrea a la part davantera dels ulls. Musell relativament curt i amb escates als costats laterals i dorsal. La mandíbula superior s'estén per darrere del marge anterior dels ulls i arriba gairebé fins a la línia mitjana. Mandíbula inferior més allargada que no pas la superior. Les dents de les mandíbules, del vòmer i dels palatins són vil·liformes.

## Alimentació
El seu nivell tròfic és de 3,65.

## Hàbitat i distribució geogràfica
És un peix marí, batidemersal (entre 150 i 550 m de fondària, normalment a partir dels 250), el qual viu al golf de Mèxic i el mar Carib: Antigua i Barbuda, Colòmbia, Cuba, Jamaica, Nicaragua i Puerto Rico.

## Observacions
És inofensiu per als humans.